# Trapianto di rene
Il trapianto renale è un intervento chirurgico che consiste nel prelevare un rene sano da un donatore cadavere o un donatore vivente e impiantarlo nella parte anteriore dell'addome del paziente ricevente in sede extraperitoneale. Attualmente rappresenta il trattamento preferenziale per pazienti affetti da insufficienza renale cronica, in quanto è capace di restituire una normale funzionalità renale e permettere alla maggior parte dei pazienti il ritorno a una vita socialmente produttiva.

## Storia
Il primo trapianto di rene sperimentale venne eseguito nel 1902 dal chirurgo austriaco Ullmann su un cane. L'organo venne alloggiato nel collo dell'animale, e l'arteria e la vena renali furono anastomizzate rispettivamente con l'arteria carotide e la vena giugulare.
Nel 1950 Huffnagell, Landsteiner e Hume realizzarono un trapianto di rene su una donna uremica, collegandolo ai vasi del braccio; l'organo iniziò immediatamente a produrre urina e dopo due giorni fu rimosso, una volta che i reni nativi ebbero ripreso a funzionare. Nel 1954 Joseph Murray realizzò il primo trapianto renale tra gemelli monozigoti a Boston, e per la prima volta l'organo venne alloggiato nella fossa iliaca. Per questo intervento, Murray ottenne nel 1990 il premio Nobel per la medicina. Analoghi interventi vennero tentati a Parigi e, qualche anno più tardi, a Edimburgo. Il primo trapianto renale nel Regno Unito fu eseguito da Michael Woodruff nel 1960, mentre il primo in Italia dal prof. Paride Stefanini presso la Clinica Chirurgica del Policlinico Umberto 1° di Roma il 3 maggio 1966.
Nonostante i progressi delle tecniche chirurgiche, gli episodi di rigetto dell'organo erano numerosi e la barriera immunologica sembrava insormontabile soprattutto per la frequente insorgenza di infezioni. Nel 1962 l'avvento dell'azatioprina e, nel 1963, la sua associazione con i corticosteroidi, ridusse in maniera significativa l'incidenza degli episodi di rigetto.
Dalla fine degli anni settanta a oggi numerosi altri farmaci immunosoppressivi sono stati impiegati nella prevenzione del rigetto. Tra questi il più importante è stato la Ciclosporina, alla quale si sono aggiunte la terapia con anticorpi monoclonali, specie a base di rituximab, il tacrolimus, il sirolimus e il micofenolato mofetile.
Il 3 luglio 2010 è stato eseguito, per la prima volta in Europa e per la prima volta al di fuori degli USA, un trapianto di rene con tecnica mini-invasiva all’Azienda Ospedaliero-Universitaria Pisana. Il trapianto di rene, ed il prelievo dell’organo dalla madre, sono stati eseguiti dal Prof. Ugo Boggi.

## Indicazioni e controindicazioni
I progressi effettuati negli anni nel campo della terapia immunosoppressiva, uniti al progresso della tecnica chirurgica, hanno fatto sì che le indicazioni al trapianto si potessero estendere a un numero di patologie sempre maggiore, come la nefropatia diabetica, le glomerulonefriti croniche, la pielonefrite cronica e il rene policistico, che rappresentano le patologie renali maggiormente responsabili di insufficienza renale cronica.
I candidati al trapianto devono sottoporsi a una serie di esami, per escludere l'eventuale presenza di malattie che controindichino l'intervento e la successiva terapia immunosoppressiva antirigetto. Ugualmente anche il rene prelevato viene esaminato al fine di escludere patologie trasmissibili, con esami effettuati su campioni ematici del donatore, e valutandone la funzionalità; quest'ultima viene stimata tramite una biopsia renale nel trapianto da donatore cadavere, e valutata tramite scintigrafia renale e ecografia color-doppler nel caso di donatore vivente.
Le controindicazioni al trapianto variano in base alla legislazione del paese e al centro trapianti di riferimento. Le controindicazioni più comuni al trapianto sono: età avanzata, insufficienza cardiaca, insufficienza respiratoria, neoplasie, infezioni in atto, sieropositività a HIV, HBV, HCV, scarsa adesione alla terapia immunosoppressiva.

### Istocompatibilità
Il successo di un trapianto renale è anche legato al grado di similarità genetica tra donatore e ricevente. Il sistema HLA rappresenta nell'uomo il complesso maggiore di istocompatibilità, che si esprime sulla superficie cellulare attraverso un gruppo di antigeni. Il riconoscimento di questo sistema antigenico da parte dell'organismo ricevente rappresenta nel trapianto la maggiore barriera immunologica, e attiva la risposta che induce al rigetto.
Gli antigeni costituenti il sistema HLA sono glicoproteine codificate da geni presenti sul braccio corto del Cromosoma 6 in sei differenti loci. Sono valutati 2 differenti gruppi antigeni nel sistema HLA:
- gli antigeni di classe I sono espressi dai loci A, B, C
- gli antigeni di classe II sono espressi dai loci DP, DQ, DR

In ordine decrescente, la compatibilità HLA determina una priorità nella selezione di donatore e ricevente, secondo questa sequenza:
1. gemello omozigote
2. gemello dizigote
3. fratello o sorella con HLA-A,B e DR identico
4. fratello o sorella con un aplotipo HLA identico
5. fratello o sorella con almeno 2 antigeni identici
6. figli con aplotipo HLA identico
7. genitori con aplotipo HLA identico
8. parenti di primo grado
9. cadavere con 2 o + antigeni HLA identici.

### Il trapianto di rene in ricevente AB0 incompatibile o iperimmunizzato
La presenza di anticorpi diretti verso antigeni AB0 o HLA del donatore è stata lungamente considerata un criterio di esclusione dal trapianto renale, per via dell'alta incidenza di rigetto iperacuto e acuto. Per quanto riguarda l'incompatibilità di gruppo sanguigno, è dimostrato come la rimozione delle isoagglutinine tramite plasmaferesi eseguita precedentemente al trapianto possa prevenire il rigetto iperacuto, garantendo risultati a lungo termine sovrapponibili al trapianto tra individui compatibili. Per quanto riguarda i pazienti iperimmunizzati, ovvero che presentino un elevato titolo di anticorpi anti-HLA, il trattamento con plasmaferesi unito a infusione di immunoglobuline permette di evitare il rigetto acuto del trapianto garantendo un'aspettativa di sopravvivenza dell'organo in linea con il trapianto eseguito in riceventi non iperimmunizzati. Entrambe le procedure sono però eseguibili solo nel caso di trapianto da donatore vivente, conseguentemente alla necessità di desensibilizzare il paziente prima dell'intervento chirurgico.

### Il trapianto doppio di rene
Normalmente, nel trapianto di rene da donatore cadavere, i reni sono destinati a due distinti riceventi compatibili. Nel caso di un donatore in cui la funzionalità del rene singolo non sia sufficiente per il ricevente, generalmente per l'avanzata età del donatore, è possibile trapiantare entrambi gli organi nello stesso paziente. I due organi prelevati vengono allocati generalmente nella stessa sede (fossa iliaca destra o sinistra), e garantiscono un'ottima sopravvivenza al ricevente.

## Tecnica chirurgica

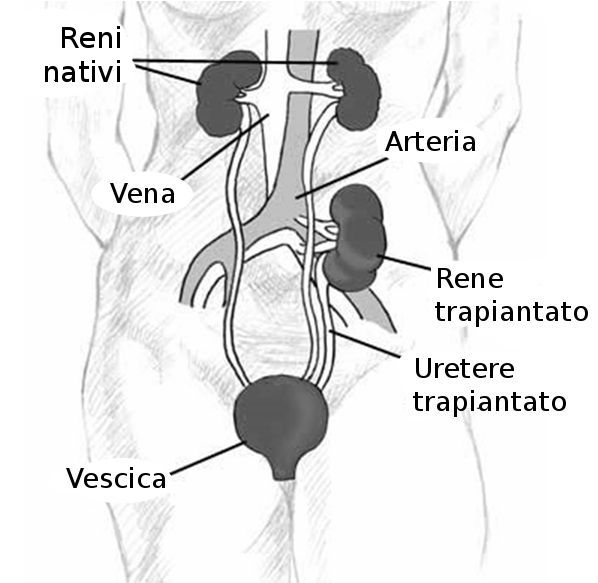
Posizione del rene trapiantato.

Nel caso di prelievo multiorgano il rene è generalmente l'ultimo a essere rimosso, essendo quello che meno subisce conseguenze dell'ischemia. Nel caso di prelievo da donatore vivente la nefrectomia può essere effettuata per via laparotomica o laparoscopica e viene prelevato il rene meno funzionante oppure, a parità di funzionalità, il sinistro nel caso serva una vena renale più lunga o il destro nel caso sia necessaria un'arteria renale più lunga.
L'intervento chirurgico ha una durata che può variare dalle 2 alle 4 ore. Il trapianto renale viene eseguito collocando l'organo nella fossa iliaca in sede extraperitoneale. Si tratta dunque di un trapianto eterotopico, in quanto il rene non è trapiantato nella sua posizione anatomica normale. Le anastomosi vascolari vengono realizzate suturando l'arteria renale del donatore all'arteria iliaca esterna del ricevente in modo terminolaterale, e allo stesso modo la vena renale del donatore alla vena iliaca esterna del ricevente.
Al termine delle anastomosi vascolari, l'uretere viene suturato alla vescica del paziente mediante un uretero-cistostomia che prevede un meccanismo antireflusso (detto "a becco di flauto") atto a impedire la risalita delle urine dalla vescica al rene trapiantato.
Diverso è il discorso per i bambini con un peso minore di 20 kg o un'età inferiore ai 6 anni. In questi casi avviene un accesso diretto al rene, ovvero il peritoneo viene inciso, per potere rimuovere l'organo insufficiente. In seguito verrà inserito il nuovo rene in maniera ortotopica. Quest'ultimo, spesso e volentieri, è donato da un adulto e di conseguenza comporta alti rischi di compressione delle strutture adiacenti, se impiantato eterotopicamente. Le anastomosi vascolari avvengono in maniera leggermente diverse: i due vasi renali vengono legati direttamente all'aorta o rispettivamente alla vena cava inferiore, cercando così di ricreare la normale anatomia dello spazio retroperitoneale.

## Ripresa funzionale
La maggioranza degli organi, una volta terminate le anastomosi vascolari, riprendono quasi subito la loro funzione, ma a volte il rene va incontro ad un fenomeno di non funzionalità iniziale dovuto a necrosi tubulare acuta. Questo fenomeno è la conseguenza di un danno subito dall'organo durante la fase di prelievo, o, nel caso di donatore cadavere, durante il periodo nel quale è stato conservato in soluzione fredda.
La non-funzione è solitamente reversibile entro la settimana, sempre se non intervengono altre complicanze, soprattutto infettive. Particolarmente importante, nella prima settimana post-trapianto, è il monitoraggio della vascolarizzazione venosa realizzabile con l'ecocolor Doppler: ogni eventuale riduzione di calibro dei vasi venosi o arteriosi è indice di trombosi del vaso stesso, complicanza molto temibile che può essere contrastata con appropriata terapia anticoagulante.

### Complicanze non immunologiche
Le complicanze dopo un trapianto possono essere essenzialmente complicanze legate al gesto chirurgico stesso (infezione di ferita, ascesso) oppure complicanze legate alla terapia immunosoppressiva che il paziente deve continuare a vita; tra queste ultime, due particolarmente gravi sono il rischio infettivo legato all'immunosoppressione (soprattutto infezioni virali da Citomegalovirus), e il rischio di sviluppo di neoplasie quali carcinoma del polmone e carcinoma a cellule renali e linfomi, per i quali la prevalenza è attualmente in calo in seguito all'utilizzo di nuovi farmaci immunosoppressori.
I pazienti diabetici hanno un elevato rischio cardiovascolare e il trapianto, da effettuarsi una volta instauratasi l'insufficienza renale cronica da nefropatia diabetica, può avere durata inferiore. Il trapianto simultaneo di rene e pancreas è un'ottima opzione terapeutica per i pazienti con diabete mellito di tipo 1, perché permette una maggior sopravvivenza del rene trapiantato in conseguenza di un miglior controllo metabolico.

### Complicanze immunologiche
Il rigetto è un rischio sempre presente nella storia di un trapianto, anche a distanza di anni, o anche su reni perfettamente compatibili; e non è sempre prevedibile dalla tipizzazione tissutale. Di per sé il rigetto è un processo immunologico per via del quale il sistema immunocompetente riconosce come "non propri" gli antigeni dell'organo trapiantato, reagendo così contro di essi.
In relazione al momento in cui si verifica, è possibile distinguere 4 tipi di rigetto:
1. Rigetto Iperacuto, nel corso delle prime 24 ore post-trapianto
2. Rigetto Acuto accelerato, durante le prime 24-72 ore post-trapianto
3. Rigetto Acuto, tra il decimo giorno e la fine del terzo mese
4. Rigetto Cronico, che si verifica a distanza di anni dal trapianto, come esito finale di una serie di insulti ricevuti dall'organo trapiantato, come ripetuti episodi di rigetto acuto e nefrotossicità indotta dai farmaci antirigetto.

L'esito di ogni trapianto dipende da numerose e complesse variabili: la sopravvivenza dell'organo è in genere migliore nei trapianti da donatore vivente, grazie al breve tempo di conservazione del rene e dalla giovane età (di solito) del donatore.
La sopravvivenza del rene trapiantato a cinque anni dall'intervento è di circa l'80% nei trapianti realizzati da donatore vivente, rispetto al 69% osservato nei trapianti eseguiti da donatore cadavere.
In Italia è stato istituito un Centro nazionale trapianti, con sede presso l'Istituto superiore di sanità, al quale è stato affidato il compito di verificare l'attività di prelievo e trapianto, nonché di formulare le raccomandazioni operative.